# The Adventures of Rain Dance Maggie
Singles de Red Hot Chili Peppers
Hump de Bump
(2007) Monarchy of Roses
(2011)
The Adventures of Rain Dance Maggie est le premier single des Red Hot Chili Peppers extrait de l'album I'm with You sorti le 18 juillet 2011 sous format numérique et le 22 juillet 2011 sous format physique. C'est la rappeuse américaine Kreayshawn qui était chargée d'en réaliser le vidéoclip, mais son travail fut remplacé avant sa sortie par un montage vidéo réalisé par Marc Klasfeld montrant le groupe lors d'un concert sur le toit d'un bâtiment de Venice Beach le 30 juillet 2011 . 